# اچ‌ام‌اس کرسی (۱۸۱۰)
اچ‌ام‌اس کرسی (۱۸۱۰) (به انگلیسی: HMS Cressy (1810)) یک کشتی بود که طول آن ۱۷۶ فوت (۵۴ متر) بود. این کشتی در سال ۱۸۱۰ ساخته شد.